# 1887년 주간 통상법
1887년 주간통상법(영어: Interstate Commerce Act of 1887)은 철도 산업, 특히 그 독점적 관행을 규제하기 위해 고안된 미국 연방 법률이다. 이 법은 철도 요금이 "합리적이고 공정"해야 한다고 요구했지만, 정부에 특정 요금을 정할 권한을 부여하지는 않았다. 또한 철도가 운송 요금을 공개하고, 단거리 또는 장거리 운임 차별(특히 서부 또는 남부 지역의 농민들에 대한 가격 차별의 한 형태)을 금지하도록 했다. 이 법은 새로운 규정을 준수하도록 철도를 감시하는 역할을 맡은 연방 규제 기관인 주간통상위원회(ICC)를 설립했다.
이 법의 통과로 철도 산업은 규제 기관에 의한 연방 규제를 받는 최초의 산업이 되었다. 이후 다른 운송 수단과 상업을 규제하도록 개정되었다.

## 법의 배경
이 법은 19세기 후반에 기업, 특히 철도의 힘과 부가 증가하면서 대중의 우려가 커진 데 대한 대응으로 통과되었다. 철도는 사람과 물품 운송의 주요 수단이 되었으며, 그들이 부과하는 가격과 채택하는 관행은 개인과 기업에 큰 영향을 미쳤다. 어떤 경우에는 경쟁 부족으로 인해 철도가 그들의 권력을 남용했다고 인식되었다. 또한 철도는 서로 연합하여 풀과 트러스트를 형성하여 다른 방법으로는 부과할 수 없는 높은 수준으로 요금을 고정했다.
광범위한 대중의 항의에 대응하여 주 정부는 수많은 법안을 통과시켰다. 1870년대 내내 농민을 대표하는 그레인지 운동과 같은 다양한 이해 단체들은 의회에 철도를 규제할 것을 로비했다. 상원은 1874년에 조사 및 보고를 통해 그들의 발견과 권고 사항을 보고했지만, 접근 방식의 합의 부족을 반영하여 의회는 개입을 거부했다. 그러나 1886년 워배시, 세인트루이스 및 퍼시픽 철도회사 대 일리노이주 사건 판결에서, 미국 대법원은 주간 철도를 규제하는 주 법률이 헌법의 통상조항을 위반하기 때문에 위헌이라고 판결했다. 통상조항은 의회에 "외국과의 상업, 여러 주 사이의 상업, 인디언 부족과의 상업을 규제할" 독점적 권한을 부여한다. 접근 방식에 대한 많은 질문이 결정되면서, 의회는 다음 해에 주간통상법을 통과시켰고, 1887년 2월 4일 그로버 클리블랜드 대통령이 서명하여 법률이 되었다.:12
이 법은 경쟁이 존재하는 노선에서 요금과 철도 수익을 유지하는 데 도움이 되었다. 이 법은 요금에 대한 공개를 강제하고 리베이트와 차별을 불법화함으로써 이를 실현했다. ('차별'은 특정 고객, 예를 들어 정치인, 대량 고객, 능숙한 흥정가, 장거리 운송업자, 경쟁 시장의 운송업자, 비수기 여행객에게 더 낮은 요금을 적용하는 것을 의미했다.) 철도 회사들은 경쟁으로 인해 주주와 채권자에게 약속한 금액을 지불하기 어려워졌고, 따라서 경쟁은 "나쁜 것"이라고 생각했다.

## 법의 관할권
이 법은 또한 미국 정부의 첫 번째 독립 규제 기관인 주간통상위원회(ICC)를 설립했다. 임무의 일환으로 ICC는 철도 회사에 대한 불만을 접수하고 불공정 관행에 맞서기 위해 정지명령을 내렸다. ICC는 법을 위반했다고 주장되는 철도 및 기타 운송 회사를 조사하고 기소할 권한을 가지고 있었지만, 그 관할권은 주 경계를 넘어 운영하는 회사로 제한되었다. 시간이 지나면서 법원은 기관의 권한을 더욱 축소시켰고, 1903년 의회는 상무노동부와 그 기업국을 설립하여 더 넓은 산업과 그들의 독점적 관행을 연구하고 보고하도록 했다. 1906년까지 대법원은 주재한 16건의 사건 중 15건에서 철도 회사에 유리한 판결을 내렸다.

## 개정

### 20세기 초
의회는 1903년에 이 법에 대한 사소한 개정안인 엘킨스 법을 통과시켰다. 주요 개정안은 1906년과 1910년에 제정되었다. 1906년의 헵번 법은 ICC가 최대 철도 요금을 설정할 권한을 부여하고, 기관의 권한을 교량, 터미널, 페리, 침대차, 특급 회사 및 송유관으로 확장했다. 1910년의 맨-엘킨스 법은 철도 요금에 대한 ICC의 권한을 강화하고, 전화, 전신 및 케이블 회사를 규제하는 것으로 그 관할권을 확대했다. 1913년의 가치평가법은 ICC에 철도 자산의 가치를 평가하는 평가국을 조직하도록 요구했다. 이 정보는 화물 운송 요금을 설정하는 데 사용되었다.

### 1935년 자동차 운송법
1935년, 의회는 주간통상법을 개정하여 버스 노선과 트럭 운송을 코먼 캐리어로 규제하는 자동차 운송법을 통과시켰다.

### 이후의 개정
의회는 1978년, 1983년, 1994년에 단순화 및 재편성 개정안을 제정했다.

### 규제 완화
의회는 1970년대와 1980년대에 다양한 철도 규제 완화 조치를 통과시켰다. 1976년 철도 활성화 및 규제 개혁법(종종 "4R 법"이라고 불림)은 철도에 가격 및 서비스 계약에 있어 더 많은 유연성을 부여했다. 4R 법은 또한 파산한 철도의 처분에 관하여 ICC의 일부 권한을 새로 설립된 정부 기업인 미국 철도 협회로 이전했다. 1980년 스태거스 철도법은 철도가 요금을 더 자유롭게 설정하고 트럭 운송 산업과 더 경쟁할 수 있도록 허용함으로써 ICC의 권한을 더욱 축소시켰다.
1980년 자동차 운송법은 트럭 운송 산업을 규제 완화했다.

### 폐지
의회는 1995년에 ICC를 폐지했고(주간통상위원회 폐지법 참조), 남아있는 많은 기능은 새로운 기관인 육상교통국으로 이전되었다.

## 같이 보기
- 미국 철도 운송의 역사